# Hyenfjorden
Hyefjorden (også Hyenfjorden) er en 14 kilometer lang fjordarm til Nordfjord i Vestland fylke i Norge. Hele fjorden ligger i Gloppen kommune.
Hyefjorden er smal, og har bratte fjeldvægge på begge sider. Vestsiden er ufremkommelig fjeldet rejser sig direkte fra fjorden. I området mod vest ligger Ålfotbræen landskapsvernområde. Fylkesvej 615 går på østsiden , med en række tunneler gennem skredfarlige områder. Hyefjorden ligger med fjordåbningen ved Hestenesøyra mod nord og fjordbunden ved bygdecenteret Hyen i syd. Fjorden får tilført ferskvand fra omliggende vandløb, med lakseelven Åelva fra Austredalen og Gjengedal som den største. Ved fjordbunden ligger også en af kommunens største virksomheder, bådebyggeriet Brødrene Aa. Der er fiskeopdræt flere steder i Hyefjorden.